# Копыстянский, Адриан Владимирович
Адриан Владимирович Копыстянский (укр. Адріян Копистянський; 5 августа 1883 — 20 января 1938, Львов) — украинский историк и общественный деятель из лемков.

## Биография
Окончил Львовский университет. Преподавал географию и историю в гимназиях Станиславова и Коломыи. Опубликовал в предвоенные годы несколько исторических работ, в том числе важный труд о князе Михаиле Сигизмундовиче (пол. Michał Zygmuntowicz, Książe Litewski; 1906). Придерживался москвофильских убеждений. 
В 1915 году при отступлении русской армии из Галиции ушёл вместе с войсками, после революции оказался в Сибири, где возглавил Карпато-русский комитет, проведший два карпато-русских съезда в  Челябинске и Омске и сформировавший карпато-русский полк в составе вооружённых сил адмирала Колчака. Выступал за присоединение Подкарпатской Руси к России.
В начале 1920-х гг. вернулся в Галицию. Работал снова в Станиславове, затем с 1928 г. преподавал историю в гимназии во Львове. 
Принимал активное участие в различных общественных организациях, в том числе в работе Общества имени Михаила Качковского. Опубликовал книгу «Старая княжья Русь в народных песнях и былинах» (1929) и трёхтомник «История Руси» (1931—1933), доведённый до XII века и отстаивавший понимание истории Галицкой Руси как неотделимой части общероссийской истории.

## Работы
- Książę Michał Zygmuntowicz // Kwartalnik Historyczny. 1906 — T. XX, z. 1—2 (впоследствии переиздана как книга Michał Zygmuntowicz książę Litewski. Monografia historyczna. Lwów: Drukarnia Ludowa, 1906).
- Из прошлого Галицкой Руси. — Петроград: тип. издательского т-ва "Торговый дом М. П. Якушев и К°, 1917.
- Возможно ли отделение Украины от России? — Ростов-на-Дону: тип. А. И. Тер-Абрамян, 1917.
- Скит Манявський. — Перемишль: Накладом Українського Голосу, 1927.
- Стара княжа Русь в народних піснях-билинах. — [Львів]: Изд. о-ва им. М. Качковского, [1929?].
- Исторические труды И. И. Шараневича. — Львов, 1930.
- История Руси (в трёх томах). — Львов, 1931—1933.
- Schemat historii ruskiej w teoretycznym i praktycznym ujęciu prof. Michała Hruszewskiego // Ziemia Czerwieńska. 1935. — Т. 1. — Z. 1. — S. 65—75.
- Материалы, относящиеся к истории львовского Ставропигиона в 1700—1767 гг. — Ч. 1. — [Львов], 1936.
- Muzea lwowskie a nauczanie historii w gimnazjum nowego typu // Wiadomości Historyczno-Dydaktyczne. 1937 — № 5. — S. 232.